# Gartenstadt Johanneskirchen
Die Gartenstadt Johanneskirchen ist ein Viertel im Münchner Stadtteil Bogenhausen. Sie wurde von 1984 bis 1986 inspiriert von der Gartenstadtidee erbaut. Zwischen den Einfamilien-, Doppel- und Reihenhäusern entstanden ausgedehnte Grünflächen. Die Freifläche gehörte zuvor größtenteils der katholischen Kirche.

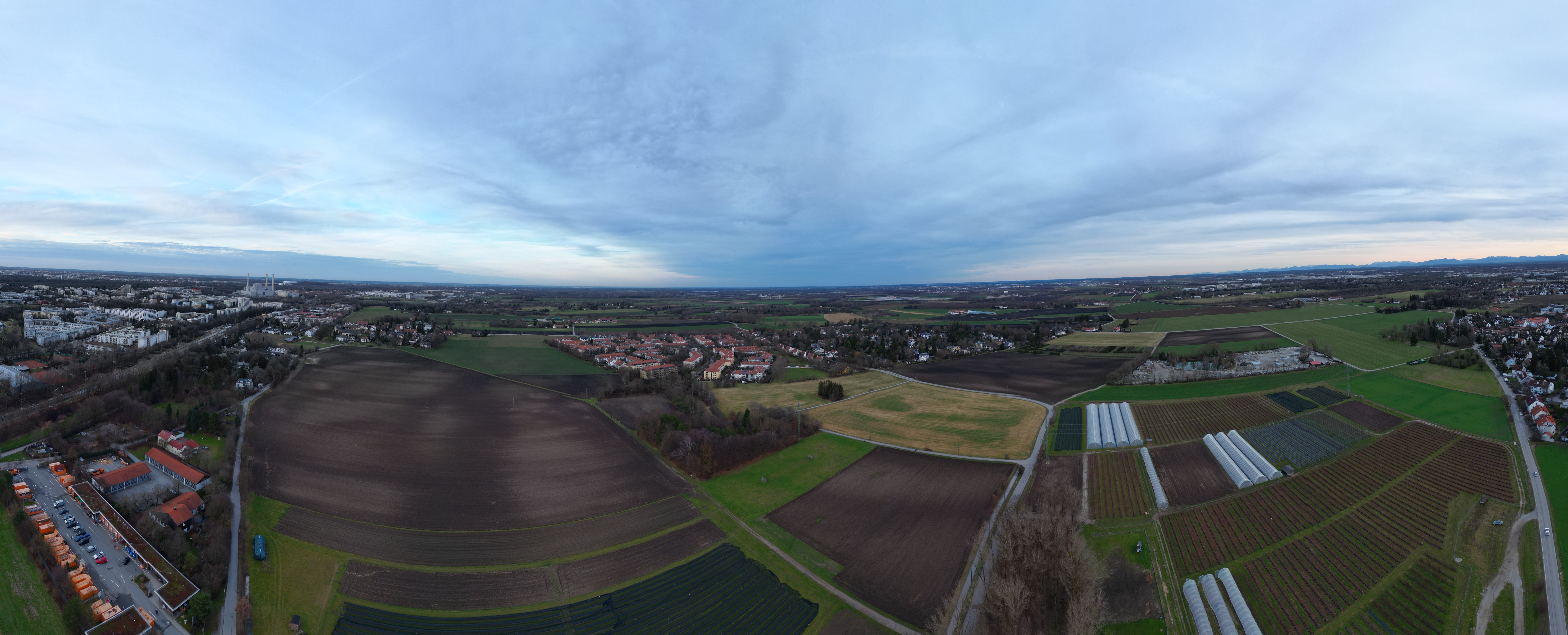
Luftbild der Gartenstadt Johanneskirchen

## Lage
Das 16 Hektar große Gelände, auf dem die Gartenstadt Johanneskirchen entstand, befindet sich ca. einen Kilometer östlich des Ortskerns von Johanneskirchen.

## Geschichte
Franz Xaver Zahnbrecher (1882–1935) wollte auf dem Gelände der heutigen Gartenstadt Johanneskirchen schon früher eine Siedlung bauen. Er war der Initiator der ersten Siedlung in Johanneskirchen, der nach ihm benannten Zahnbrechersiedlung. Seine ersten Schritte hierzu nahm Zahnbrecher im Oktober 1932 in Angriff. Dazu wollte er die Pfarrwiese (auch: Nagerlwiese) neben der Zahnbrechersiedlung von der Oberföhringer Kirchenpfründe St. Lorenz erwerben. Auf dem 41,2 Tagwerk großen Kirchengrund (etwa 14 Hektar) sollte mit 90 bis 120 Siedlerstellen die zweite Siedlung in Johanneskirchen entstehen. Pro Haus war eine Grundstücksgröße von 1150 m² sowie ein paar Tagwerk für eine Schule und eine Kirche mit Pfarrhof eingeplant. Pro Tagwerk (etwa 3408 m²) bot Zahnbrecher zunächst 560 Reichsmark – ein Fünftel weniger als bei der ersten Siedlung, da die Pfarrwiese feuchter sei als das Areal der ersten Siedlung. Zunächst konnte jedoch keine Einigung erzielt werden.
Im nächsten Jahr genehmigte die Regierung von Oberbayern im Juni 1933 mit dem Einverständnis der kirchlichen Oberbehörde die zweite Siedlung unter bestimmten Bedingungen zu erbauen. Nunmehr standen hierfür jedoch nur noch 36 Tagwerk (ca. 12,2 Hektar) zur Verfügung, wobei etwa 5 Tagwerk (1,7 Hektar) für eine Hauptstraße eingeplant werden sollten. 2 Tagwerk (6800 m²) mussten als Teilfläche für einen späteren Kirchenbauplatz kostenlos an die Pfarrpfründestiftung abgegeben werden. Man einigte sich auf einen Preis von 800 Reichsmark pro Tagwerk. Falls die Siedlung nicht entstehen sollte, hatte die Pfründestiftung das Recht, die Grundstücke wieder zurückzunehmen. Seinerzeit war die Pfarrwiese an einen Schäfer verpachtet. Im September beschwerte sich dieser bei der Pfründe, da hier neben einem Fußballspielplatz auch Fuß- und Radwege angelegt wurden und auf dem Areal darüber hinaus auch exerziert wurde.
Es ist nicht klar, warum es nicht mehr zum Bau der zweiten Siedlung kam. Möglicherweise scheiterte die Finanzierung. Es könnte auch an den Problemen liegen, die Zahnbrecher im Rahmen der ersten Siedlung mit der Siedlungsgesellschaft München-Johanneskirchen bekam.
Es dauerte etwa 50 Jahre, bis dort schließlich die Gartenstadt Johanneskirchen entstehen konnte. Hierfür stellte die Pfarrpfründestiftung St. Lorenz den Grund zu günstigen Bedingungen im Rahmen des Erbbaurechts zur Verfügung. Möglich wurde diese Siedlung aufgrund des Wohnraumbeschaffungsprogramms der Landeshauptstadt München, das vom damaligen Oberbürgermeister Erich Kiesl initiiert worden war. Die Trägerschaft übernahm die Bayerische Grundstücksverwertung. Nach bestimmten Kriterien wurden die Bewerber für die Objekte ausgewählt. So entstanden unter anderem Reihenhäuser mit Einliegerwohnung für das "Senioren im Familienverband"-Programm oder sechs behindertengerechte Einfamilienhäuser.
Im Februar 1983 fand die Grundsteinlegung statt. Am 24. Oktober 1983 wurde das Richtfest gefeiert. Bereits 1984 waren die 379 Wohneinheiten des ersten Bauabschnitts bezugsfertig. 1985 wurde der zweite Bauabschnitt mit 144 Wohnheiten, zwei Arztpraxen und einem Einkaufszentrum abgeschlossen. Die Erschließungsstraßen wurden Alleen. Die Fuß- und Radwege an zwei breiten Angern angelegt, die sich durch die Siedlung ziehen. Die Gärten wurden mit Obstbäumen bepflanzt. Anschließend wurden beim dritten und letzten Bauabschnitt bis 1986 22 Reihenhäuser und ein Wohnblock mit Mietwohnungen auf einem Areal erbaut, das nicht mehr zum Oberföhringer Kirchengrund gehörte. Daher mussten diese Häuser auch als Eigentum erworben werden, da hier das Erbbaurecht nicht angewandt wurde.